# Vicente de la Mata (hijo)
Vicente de la Mata (Rosario, Santa Fe, 2 de julio de 1944 - Rosario, 21 de noviembre de 2024) fue un futbolista argentino. Actuó profesionalmente en Argentina, México y Chile. Representó internacionalmente a su país en la década de 1960. Era hijo del también futbolista Vicente de la Mata.

## Trayectoria
De la Mata jugó en las divisiones inferiores de Central Córdoba hasta ser reclutado a los catorce años por Independiente, el mismo club en el cual se había destacado su padre. Allí haría su debut con sólo diecisiete años de edad el 22 de agosto de 1961 en un duelo ante Estudiantes de La Plata.
En Independiente permaneció hasta 1970, jugando 97 partidos por el campeonato argentino en los que anotó 8 goles. Fue parte del plantel que obtuvo el título de la Primera División de 1963, el Campeonato Nacional de 1967 y el Campeonato Metropolitano de 1970. Asimismo también participó de la conquista de la Copa Libertadores de América de 1964 y 1965, torneos en los que jugó otros nueve partidos y llegó a anotar un gol.
Se unió al Necaxa de México a mediados de 1970, donde sólo estuvo un año antes de incorporarse al Veracruz. Allí jugaría las siguientes cinco temporadas.
En 1976 se embarcó rumbo a Chile, contratado por el O'Higgins de Rancagua.
Sus últimas dos temporadas como futbolista profesional, la 1978 y 1979, fueron en la Primera B Metropolitana de Argentina como parte del plantel de Argentino de Quilmes.

### Clubes
| Club                        | País      | Año         |
| --------------------------- | --------- | ----------- |
| Independiente               | Argentina | 1961 - 1970 |
| Necaxa                      | México    | 1970 - 1971 |
| Tiburones Rojos de Veracruz | México    | 1971 - 1976 |
| O'Higgins                   | Chile     | 1976 - 1977 |
| Argentino de Quilmes        | Argentina | 1978 - 1979 |

## Selección nacional
De la Mata jugó seis partidos con la selección de fútbol de Argentina entre 1965 y 1966, anotando un único gol en un encuentro amistoso ante Dinamarca. Fue campeón de la Copa Carlos Dittborn en 1965. 

## Vida privada
Su padre, Vicente de la Mata, fue un jugador emblemático de Independiente entre 1937 y 1950. Su tío Francisco de la Mata también se destacó como futbolista profesional.
Al retirarse del fútbol, se convirtió en empleado portuario y se dedicó durante un tiempo al modelaje, auspiciado por Ante Garmaz.
Falleció el 21 de noviembre del 2024 en la ciudad argentina de Rosario, a los 80 años de edad. 